# Nørdre Blåbreahøe
De Nørdre Blåbreahøe is een berg behorende bij de gemeente Lom en Vågå in de provincie Oppland in Noorwegen. De berg, gelegen in Nationaal park Jotunheimen, heeft een hoogte van 2165 meter.
De Nørdre Blåbreahøe is onderdeel van het gebergte Jotunheimen.